# Tineke Bartels
Martina Maria Anna Antonia Bartels-de Vries dite Tineke Bartels, née le 6 février 1951 à Eindhoven, est une cavalière de dressage néerlandaise.
Elle dispute les Jeux olympiques d'été de 1984, 1988, 1992 et 1996, remportant deux médailles d'argent en dressage par équipe en 1992 et en 1996.
Elle est la mère de la cavalière Imke Schellekens-Bartels.